# Ерик Свенсон
Ерик Свенсон (швед. Erik Svensson; Јенћепинг, 10. септембар 1903 — Фалкенберј, 22. септембар 1986) бивши је шведски атлетичар специјалиста за троскок и скок удаљ.
Свенсон је два пута представљао Шведску на Летњим олимпијским играма 1928. где се такмичио у скоку удаљ и 1932. у скоку удаљ и троскоку. На првом наступу 1928. скоком од 7,29 м освојио је 8 место. Највећи успех у каријери постигао је Летњим олимпијским играма 1932. у Лос Анђелесу када је освојио друго место и сребрну олимпијску медаљу у троскоку новим националним рекордом 15,32 м иза Јапанца Чухеи Намбуа који је поставио светски и олимпијски рекорд (15,72). На истом такмичењу о скоку удаљ (7,41 м) био је четврти.
Две године касније на првом Европском првенству 1934. у Торину скоком од 14,83 м био је други.